# Habemus Papam (película)
Habemus papam (también conocida en español como Un papa en apuros)es una película italiana de 2011 de comedia dramática dirigida por Nanni Moretti. Está protagonizada por Michel Piccoli como un cardenal que, en contra de sus deseos, es elegido papa. Es coprotagonizada por Nanni Moretti, que interpreta a un psiquiatra que es llamado para ayudar al papa a superar su pánico. La película se estrenó en Italia en abril de 2011 y compitió en el 64.° Festival de Cannes.

## Resumen
Tras la muerte del papa, el cónclave se reúne en Roma. Las boletas tempranas terminan con el humo negro, ya que ninguno de los principales candidatos alcanza el quórum. Después de varias rondas de votación, el cardenal Melville es elegido, a pesar de que antes no había sido considerado como uno de los favoritos.
En el momento del anuncio público, con los fieles reunidos en la plaza de San Pedro y el cardenal protodiácono listo para anunciar el nombre del nuevo papa, el papa recién elegido tiene un ataque de pánico y no comparece en el balcón. El portavoz de la Santa Sede evade las preguntas de la prensa y la curiosidad del mundo exterior al informar que el nuevo pontífice sintió la necesidad de secuestrarse a sí mismo en la oración y la reflexión antes de tomar posesión, y explicando que él hará su aparición oficial en un pocas horas en cuanto esté listo, pero esto no sucede.
De acuerdo con las leyes de la Iglesia, hasta que el papa aparece ante la gente en el balcón, la ceremonia de la elección no ha terminado y nadie en el cónclave puede tener contacto con el mundo exterior. El Colegio de Cardenales, profundamente afectado por la crisis y la depresión de la que el nuevo Papa parece estar sufriendo, llama al psicoanalista profesor Brezzi. Los cardenales reaccionan ante el psicoanalista con cierto recelo, pero le permiten examinar al nuevo papa. Brezzi, en presencia de los cardenales, trata de iniciar una sesión de psicoterapia que, sin embargo, no revela nada para explicar la depresión y la impotencia que experimenta el pontífice. Brezzi revela que su exesposa también es psicoanalista y el Papa recién elegido, junto al portavoz y unos guardaespaldas, se va de la Ciudad del Vaticano en secreto a verla, pero escapa a sus cuidadores, huye durante un paseo y pasa un par de días caminando por la ciudad, durmiendo en un hotel, visitando una compañía de teatro y viajando en transporte público. Llama al portavoz de la Santa Sede para avisarle que está bien pero pide que lo deje tranquilo por un tiempo.
El portavoz de la Santa Sede, Marcin Rajski, hace que todos crean que el Papa está en su habitación en la oración, mientras los cardenales matan el tiempo jugando a juegos, que van desde cartas a un torneo internacional de voleibol organizado por Brezzi. Finalmente, los cardenales encuentran a Melville en un teatro y le dan otra oportunidad para anunciar su aceptación. Sin embargo, cuando Melville sale al balcón declina su nueva posición, afirmando que «yo no soy el líder que necesita» y se retira de nuevo en San Pedro.

## Reparto
- Michel Piccoli como el cardenal Melville/el papa.
- Nanni Moretti como el psiquiatra.
- Jerzy Stuhr como el portavoz.
- Massimo Dobrovic como el Guardia Suizo.
- Renato Scarpa como el cardenal Gregori.
- Margherita Buy como la psiquiatra.
- Franco Graziosi como el cardenal Bollati.
- Leonardo Della Bianca como el hijo de la psiquiatra.
- Camilla Ridolfi como la hija de la psiquiatra.
- Camillo Milli como el cardenal Pescardona.
- Roberto Nobile como el cardenal Cevasco.
- Gianluca Gobbi como el Guardia Suiza.
- Ulrich von Dobschütz como el cardenal Brummer.